# Władysław Dzwonkowski
Władysław Dzwonkowski (ur. 1 stycznia 1818, zm. 18 marca 1880) – towiańczyk.
Urodził się w rodzinie ziemiańskiej, syn właściciela majątku Nowy Dwór Stanisława (1779–1860) i Ludwiki z Czarnków (1781–1852). Miał trzy siostry: Stefanię (1820–1867), Annę (1813–1865) i Józefę Aleksandrę (1811–1853), żonę Erazma Dłużewskiego (1814–1856) oraz brata: Adama (1815–1885).
Jako słuchacz prawa był więziony trzy miesiące za konspirację polityczną w Cytadeli Warszawskiej. W obawie przed kolejnym aresztowaniem w 1844 roku uciekł do Prus. Rząd rosyjski wyznaczył 1000 rubli nagrody za jego schwytanie. W roku 1846 z ramienia Towarzystwa Demokratycznego organizował powstanie w Płockiem i Poznańskiem, następnie brał udział w wypadkach 1848 roku. Po upadku ruchu wszedł w Poznaniu do redakcji czasopisma Krzyż i miecz. Wyemigrował do Paryża, gdzie połączył się z towiańczykami. W roku 1869 wrócił wraz z żoną (Antoniną z Deskurów) do kraju, a w 1873 roku osiadł w Stanisławowie.
Pochowany na Cmentarzu Sapieżyńskim w Stanisławowie.